# عنکبوت‌های آهک‌نشین
عنکبوت‌های آهک‌نشین (Titanoecidae) خانواده‌ای از عنکبوتها هستند.
این خانواده ۵ سرده و کمی بیش از ۴۶ گونه را دربر می‌گیرد و در بیشتر مناطق بر جدید و اوراسیا یافت می‌شود. عنکبوت‌های آهک‌نشین بیشتر در زمین‌های آهکی و در میان برگ‌های ریخته و خزه‌ها زندگی می‌کنند و مناطق گرم را بیشتر دوست دارند و به این خاطر بیشتر در سرزمین‌های جنوبی‌تر زمین یافت می‌شوند. البته برخی از گونه‌های آن در مناطق کوهستانی زندگی می‌کنند.
عنکبوت‌های آهک‌نشین سرندک دارند و با آن تارهایی پشمی و ابریشمین می‌بافند. اندازه ماده‌های آن ۵ تا ۷ میلی‌متر و نر آن‌ها ۵ میلی‌متر است. سرده اصلی خانواده عنکبوت‌های آهک‌نشین Titanoeca نام دارد.
عنکبوت‌های آهک‌نشین پیش از این جزئی از خانواده عنکبوت‌های شب (Amaurobiidae) به‌شمار می‌آمد.